# جاي كارسون بريفورت
جاي كارسون بريفورت (بالإنجليزية: James Carson Brevoort)‏ هو مؤرخ وأمين مكتبة أمريكي، ولد في 10 يوليو 1818، وتوفي في 7 ديسمبر 1887.